# Монгольская экспедиция (организация)
«Монгольская экспедиция» — российская государственная организация по заготовке скота и продукции животноводства для потребностей Русской армии. Основана в 1915 году. В сферу её интересов входили Монголия, Сибирь, Маньчжурия, Китай и Австралия.

## История
Организация была основана в 1915 году.
После Октябрьского переворота 1917 года она обслуживала потребности Народного Комиссариата Продовольствия. Для продолжения заготовительных работ в начале 1918 года «Монгольской экспедиции» было передано «40 млн. руб. деньгами и до 48 тыс. кг серебра». В этом же году её деятельность в Сибири и Монголии была прекращена в связи с белогвардейским переворотом, после которого началось «расхищение товаров и средств» компании и преследование сотрудников, обвинявшихся в симпатиях к большевизму.
После ликвидации в конце 1918 года фирмы работу по заготовкам поручили кооперации, считавшей себя преемницей «Монгольской экспедиции». Тем не менее дальнейшая закупочная деятельность успехом не увенчалась — в 1919 году число полученного кооперацией поголовья крупного рогатого скота и баранов составило лишь около 20 000, при этом часть животных так и не удалось вывезти.

## Общие сведения
Территория, входившая в зону влияния «Монгольской экспедиции», делилась на районы и подрайоны, внутри которых действовала разветвлённая сеть закупочных отрядов и контор. В  1917 году в составе организации были Западно-Монгольский, Восточно-Монгольский, Сибирский и Владивостоко-Маньчжурский районы. Её интересы находились не только в Азии, но и в Австралии, где она приобретала солонину и сало.
Для закупки продукции предприятие в основном входило в подрядные отношения с частными партнёрами, которые де-факто исполняли роль комиссионеров «Монгольской экспелиции», работавших на оборонные нужды России.
Скот и животноводческую продукцию «Монгольская экспедиция» приобретала посредством наличного расчёта (серебро) или с помощью обмена на различные товары (чай, мануфактура и т. д.).
Для забоя животных и засолки мяса были устроены скотобойни и засолочные.

## Отчётность по заготовкам (1915—1917)
О внушительных объёмах заготовительной деятельности «Монгольской экспедиции» свидетельствуют её отчётные данные, которые, впрочем, по мнению Сибирской Советской Энциклопедии, не отражают всей полноты заготовительных операций, «так как отчётность была поставлена совершенно неудовлетворительно». В этой же энциклопедии приводится следующая статистика по заготовительным операциям за три военных года:
- поголовье скота — 24 000 (1915), 93 000 (1916) и 120 000 (1917);

- масло (в тоннах) — 8 350 (1915), 27 250 (1916) , 19 755 (1917);
- сало (в тоннах) — 165 (1915), 2313 (1916), 5460 (1917);
- кожи (шт.) — 23 888 (1915), 175 584 (1916), 125 944 (1917);
- овчина (шт.) — 16 306 (1915), 125 944 (1916), 113 216 (1917)[1].

На данные заготовки в указанные годы было ассигновано 3.438 тыс. рублей (1915), 20.639 тыс. (1916) и 32.165 тыс. (1917).

## Злоупотребления
Происходившие в организации различные злоупотребления и практически бесконтрольная трата финансовых средств послужили ещё в 1915 году поводом для её проверки специальной сенаторской ревизией, однако это расследование не дало каких-либо результатов.

## Руководители
До 1917 года организацию возглавлял путешественник П. К. Козлов, которого затем сменил А. А. Дудукалов.